# Philippe Marini
Pour les articles homonymes, voir Marini.
Ne doit pas être confondu avec Philippe Parini.
Philippe Marini, né le 28 janvier 1950 à Paris, est un homme politique français. Membre des Républicains, il a été sénateur de 1992 à 2015, rapporteur général puis président de la Commission des finances. Il est maire de Compiègne depuis 1987 et président de l'Agglomération de la région de Compiègne (ARC) depuis 2015.

## Biographie
Philippe Marini, fils unique, est né à Paris, le 28 janvier 1950, d'un père polytechnicien et haut fonctionnaire d'origine corse. Son grand-père paternel a commencé sa carrière comme instituteur à Marseille avant de finir secrétaire général aux PTT. Philippe Marini effectue sa scolarité à Paris, au collège Sainte-Marie de Monceau, puis au lycée Condorcet où il est lauréat du concours général. 
Diplômé de l'Institut d'études politiques de Paris (1969, section Service Public), titulaire d'une licence en droit de l'université Paris-II, ancien élève de l'ENA (1972-1974), il est inspecteur des finances en retraite.
En 2009, le quotidien Les Échos constatait qu'il avait « des liens étroits avec le monde de la finance ». Philippe Marini témoignait d'ailleurs que s'il n'avait pas fait carrière en politique, il aurait « poursuivi [sa] vie de banquier d'affaires ou de directeur financier. » En 2009, il siégeait déjà dans le Consortium d'Investissement et de Placements Mobiliers et le holding Cofip, qui possédait des parts dans Quinette Gallay, leader européen des sièges de salles de spectacles, qui a remplacé les 577 fauteuils de l'Assemblée nationale en 2007. Philippe Marini est aussi à la tête de deux sociétés : Aigle, une entreprise basée à Saint-Tropez, et la SCI du 10, rue Hautefeuille, qui lui a permis d'acquérir sa résidence secondaire en Corse. En 2010, Philippe Marini souhaitait également rentrer au conseil de surveillance de la société foncière Inea. Mais le Conseil constitutionnel a estimé que ses fonctions n'étaient « pas compatibles avec l'exercice de son mandat de sénateur »,.
Il est marié et père de trois enfants.

## Carrière politique

### Au Sénat

#### Commission des Finances
À la suite des élections sénatoriales de 2011, qui voient la victoire de la gauche, il devient président de la commission des finances, succédant à Jean Arthuis. Le 18 juillet 2012, il annonce qu'il rejoint le collectif parlementaire de la Droite populaire. En 2013, il témoigne de son opposition aux lois relatives à la transparence de la vie publique estimant qu'elles créent « un climat de suspicion permanente autour des élus ». Reste que la Haute Autorité pour la transparence de la vie publique a estimé en 2014 que Philippe Marini avait sous-évalué son patrimoine, notamment un immeuble situé dans le Ve arrondissement de Paris.
Par ailleurs, il est au Sénat de 1992 à 2015, président du groupe France-Québec, du groupe France République tchèque, du groupe France-Arabie saoudite-Pays du Golfe et président délégué du groupe France-Djibouti et Corne de l’Afrique (Soudan). Il est ainsi chargé d’une«  mission d'étude, d'analyse et de contacts sur la région Proche-Orient par le président de la République, Nicolas Sarkozy, en 2009.
Peu après ces échecs successifs, il annonce début janvier 2015 sa démission du Sénat, qui conduit à son remplacement par l'ancien sénateur et maire d'Oursel-Maison Alain Vasselle.

#### Travaux parlementaires
En 22 ans de mandat (1992-2015), Philippe Marini a été à l'origine de nombreuses propositions de lois et a fait adopter un nombre significatif d’amendements notamment dans les domaines de la fiscalité des entreprises, la lutte contre la fraude fiscale ou la lutte contre la pollution visuelle en instaurant une taxe locale sur la publicité extérieure.

Il est l'auteur en 2008 en tant que rapporteur de la commission des Finances du Sénat, de deux amendements très controversés :
- un amendement au projet de budget 2009 visant à autoriser les particuliers à déduire de leur revenu imposable les pertes boursières issues de la crise financière de fin 2008[20] mais que finalement devant l'hostilité gouvernementale il retirera ;
- un amendement au projet de loi de finances rectificatives pour 2008 sur une taxation des échanges entre particuliers sur Internet[21].

En 2010, il est l'auteur d'un amendement proposant l'instauration d'une taxe touchant les revenus publicitaires en ligne, surnommée « taxe Google », et préconisée dans le rapport de la commission Zelnik. Le dispositif est adopté en décembre 2010, mais à la suite des réactions très négatives des acteurs majeurs du web francophone, la taxe est finalement reportée au 1er juillet 2011, puis abandonnée.
Son rapport du 29 juin 2010 sur la loi de finances 2009 vise les crédits alloués à la lutte contre la grippe A (H1N1). Dénonçant l’inutilité supposée du stock français de masques (chirurgicaux comme FFP2), tout comme l'inefficacité supposée de l’Établissement de préparation et de réponse aux urgences sanitaires, le rapport en appelle à une réduction des dépenses de l'État dans la prévention des risques épidémiques en France. Dans son rapport, il conclut : « De façon plus générale, votre rapporteur spécial insiste sur deux éléments : l'urgence des solutions à apporter à la question de la gestion de la péremption des produits de santé et la reconsidération du rôle de l'EPRUS. » « Votre rapporteur spécial s'interroge sur l'opportunité de la création de cette nouvelle agence dans le dispositif déjà complexe de gestion de la sécurité sanitaire. Si le rôle de l'EPRUS est réduit à celui de logisticien, il convient d'approfondir la piste d'une mutualisation des stocks gérés par l'EPRUS avec ceux du ministère de la défense. »

#### Utilisation de sa réserve parlementaire
Après sa démission, le Sénat a publié le détail de sa réserve parlementaire pour 2014 : Philippe Marini a offert 645 000 euros à la ville de Compiègne, il a aussi subventionné pour 45 000 euros une association équestre Compiègne Equestre qui organise notamment les internationaux de dressage dirigée par sa femme Monique. «Il s'agit d'un équipement municipal. Mon épouse, par le biais de son association à but non lucratif, en est une utilisatrice parmi d'autres », avait-il alors répliqué. En 2013, il avait versé 340 750 euros de sa réserve parlementaire pour des travaux dans un stade équestre, dont la présidente et l’un des principaux usagers est l'association de son épouse. « Nous sommes assez grands pour savoir quelles sont nos priorités ! », rétorque-t-il à un journaliste de Public Sénat, fustigeant « une presse nationale [qui] se met à la remorque de l’opposition communale». Cette générosité lui a valu des soupçons de conflit d'intérêts et une chronique acerbe de l'humoriste Jérôme Commandeur sur Europe 1,.
Se penchant sur la manière dont il a utilisé cette réserve entre 2004 et 2013, des journalistes de France 2 notent qu'il a octroyé 19 millions d'euros de subventions du ministère de l'Intérieur pour sa commune. Il dit ainsi "Ce sont des subventions publiques, délibérées en conseil municipal (...). En tant que rapporteur général du budget et président de la Commission des finances, j'ai eu accès à une part importante de la réserve parlementaire. Tout le monde le sait, cela a été dit et imprimé, en long, en large et en travers, tonne l'élu de l'Oise. Compiègne en a été largement bénéficiaire pendant toutes ces années et je n’ai pas à en rougir."  « Cet argent est un peu le fait du prince », critique l'opposition municipale. Dans une autre enquête, les journalistes de France 2 constatent que Philippe Marini a attribué des subventions à d'autres villes que Compiègne : le sénateur a donné 30 400 euros pour la restauration d'une église à Centuri, en Corse, commune où il possède le château de Bellavista, une résidence secondaire, près de la paroisse à rénover,. Or, les travaux n'ont pas été effectués, une enquête pour détournements de fonds publics visant l'ancienne municipalité a été ouverte à Bastia. « Je ne suis pas le maître d'ouvrage », s'est justifié Philippe Marini. Pour le maire de Centuri, « le sénateur Marini avait un devoir de regard sur l'utilisation de cet argent. S'il est attaché à la commune, il devait dénoncer ces agissements quand il a vu que les travaux n'étaient pas réalisés. Et aujourd'hui, il devrait se demander où est passé cet argent public.».
Sa réserve parlementaire a également permis de financer en partie une expédition archéologique en Libye à laquelle participait sa fille Sophie Marini, docteur en histoire, pour un montant de 15 000 € en 2014,,.
Concernant l'utilisation de ces sommes, le quotidien Libération pointe en 2016 que Philippe Marini « jouait sur tous les tableaux du conflit d’intérêts avec sa réserve parlementaire ».

#### Propos polémiques
Le 17 septembre 2010, en réaction aux critiques de la commissaire européenne chargée de la Justice, la Luxembourgeoise Viviane Reding, sur la politique française d'expulsion de Roms; il déclare sur France Culture qu'il: 
« aurait préféré qu'en 1867 Napoléon III et Bismarck aient un entretien qui débouche autrement, et que le Luxembourg n'existe pas ». 
Ces propos ont obligé le Premier ministre de l'époque, François Fillon, à présenter ses excuses auprès de son homologue luxembourgeois, Jean-Claude Juncker.
Début septembre 2013, plusieurs jours après l'attaque chimique du 21 août à Damas, il avait affirmé dans l'hebdomadaire Oise hebdo : 

« Bachar Al-Assad est un bon politique, certes à la tête d'un régime autoritaire mais avec l'esprit plus moderne que l'opinion ne peut le penser. »

— Philippe Marini
Au lendemain d'un naufrage de bateau de migrants en mer Méditerranée, provoquant la mort d'au moins 33 personnes, Philippe Marini s'est inquiété samedi 12 octobre 2013 de l'afflux de réfugiés africains en Europe. Sur son compte Twitter, il a écrit : 

« L'afflux des réfugiés africains à Lampedusa et bientôt chez nous me fait regretter la disparition du régime Kadhafi en Libye ! »

— Philippe Marini
Dans son rapport no 653 du Sénat, session ordinaire de 2013-2014, enregistré à la présidence du Sénat le 25 juin 2014, Philippe Marini veut remettre en cause la dépense fiscale en faveur des anciens combattants, juste après que ces avantages viennent d'être donnés aux personnels ayant combattu en Afghanistan,.

### À la mairie et à l'Agglomération de la région de Compiègne (ARC)

#### Politique culturelle
La politique culturelle de la ville a permis de mettre en valeur les richesses du territoire : reprise par la ville en 2009 du théâtre impérial, unique scène de création lyrique en province.

#### Politique sécuritaire
En janvier 2020, le maire fait part à Louis Le Franc, alors préfet de l’Oise, de son souhait de lancer la spécificité « stupéfiants » pour la brigade canine de la police municipale. En mai 2021, trois chiens de la brigade cynophile de la police municipale mis à la disposition de la Police nationale et la police judiciaire, sont ainsi entrainés à la détection des produits stupéfiants pour compléter le dispositif de lutte contre les trafiquants. Ce dressage et les conditions d'interventions font l’objet d'une convention entre la préfecture de l'Oise, le parquet et la ville de Compiègne. Compiègne devient l’une des premières villes à disposer d’une brigade cynophile de recherche de stupéfiants.
En outre, le 15 mai 2020, la mairie annonce que les agents de la police municipale seront désormais habilités à procéder à des tests salivaires antidrogues lors des contrôles routiers pour détecter la présence de stupéfiants, sur réquisition du procureur de la République.
Plusieurs opérations d’envergure sont également menées de janvier à mai 2021 et permettent la saisie de 7 kilos de cannabis, 2 kilos d’héroïne, 30 500 euros et 3 armes ainsi que le démantèlement en mai d’un trafic d’héroïne, de crack et de cannabis au Clos-des-Roses.
En mai 2020, après avoir fait équiper la police municipale de motos spécifiques pour suivre les motards, une adresse mail unique stop.rodeos@mairie-compiegne.fr est créée afin d'associer anonymement les citoyens à la lutte contre les rodéos motos urbains en communiquant des informations. 35 motos ont ainsi été saisies depuis avril 2018 dont quatre en janvier 2021. Ce dispositif a depuis été reproduit dans d’autres villes comme Beauvais, Rouen, Reims, ou Orléans.
Depuis 2020, trois drones sont à la disposition, sur réquisition du procureur de la République, de la police municipale de Compiègne. Ils peuvent être utilisés pour la sécurisation des manifestations d'ampleur, mais aussi pour observer l'état des bâtiments municipaux, pour la promotion du patrimoine culturel ou à des fins de communication.
Enfin, l'Agglomération s'est dotée en 2015 d’un Centre de supervision intercommunal (CSI), agrandi et modernisé en 2020, pour mutualiser les différents dispositifs communaux. 

#### Accointances à l'extrême-droite
Philippe Marini, premier-adjoint, reçoit Jean-Marie Le Pen, alors président du Front national, à Compiègne, avant la présidentielle de 1988, mais aussi l'évêque catholique traditionaliste monseigneur Marcel Lefebvre. Ce qui fait notamment écrire à L'Express en 2008 que Philippe Marini a « des accointances à l'extrême droite ». D'ailleurs, en 2002, il avait refusé d'accéder à la demande de la Licra de débaptiser la rue Alexis-Carrel, nom d'un médecin proche du régime de Vichy. En 2004, le conseil municipal vote le renommage de cette rue qui porte désormais le nom de la résistante Eugénie Louis. L'élection de deux primo-sénateurs du Front national dans l'hémicycle du Sénat en 2014 est pour lui un « non-événement ».

#### Opposition aux unions entre personnes de même sexe

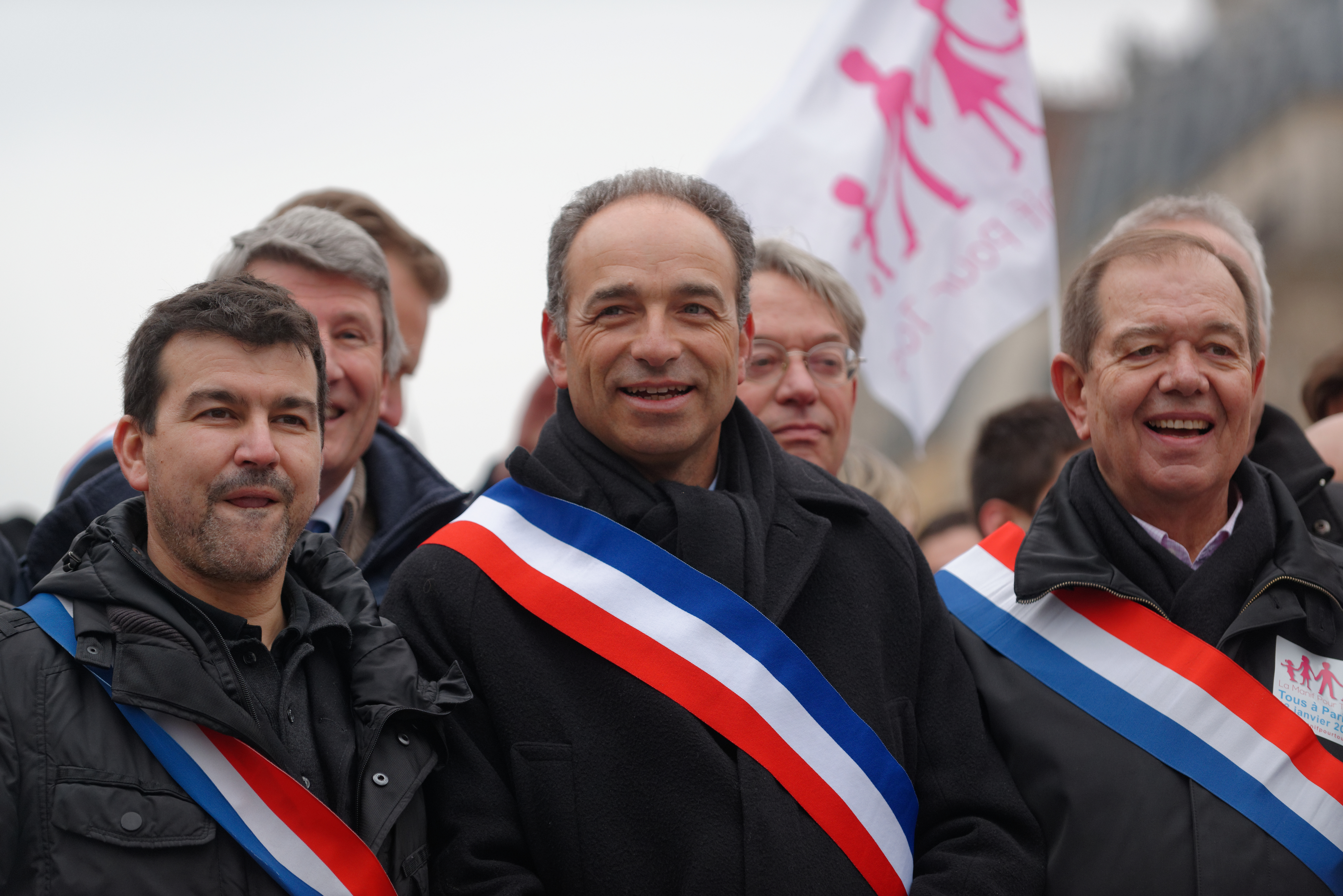
Philippe Marini (à droite, en arrière-plan), manifestant contre l'autorisation du mariage homosexuel, aux côtés de Jean-François Copé, de Nicolas Dhuicq (à gauche), de Patrick Ollier (à droite), et de Philippe de Villiers (à gauche, en arrière-plan), à Paris le 13 janvier 2013.

En 1999, Philippe Marini défilait aux côtés de Christine Boutin, Bruno Gollnisch et Philippe de Villiers contre le projet de Pacs, qui permet une union civile entre personnes de même sexe. Dans un rapport du Sénat sur la proposition de loi en 1999, il assimilait le Pacs à « une confusion des valeurs ». En tant que maire, Philippe Marini est opposé au mariage pour tous. « C'est une question de conviction (...) et de conscience », argumente-t-il, en témoignant avoir participé aux manifestations de la Manif pour tous. Il déclarait en 2013 : « Personnellement, il est hors de question que je célèbre ce type de mariage. Des adjoints s'en chargeront très bien ». Il confie ainsi à une adjointe le devoir de marier le premier couple homosexuel à la mairie en juillet 2013. Il considère qu'« un mariage, c'est un homme, c'est une femme ». Proche de La Manif pour tous, dont il participe à un meeting dans sa ville en 2013, et à plusieurs manifestations « en tant que maire », Philippe Marini a accueilli un de ses membres sur sa liste aux municipales en 2014,. En 2016, il a demandé le retrait à Compiègne des affiches d'une campagne de prévention contre le sida montrant des couples homosexuels. Il estime qu'il s'agit d'«une campagne provocante, qui nie l'image et la réalité de la famille ».

#### Opposition aux gens du voyage
En 2015, lors d'un débat sur le règlement intérieur de l’aire d’accueil de gens du voyage à Jaux, commune proche de l'ARC, il dit: « Cette population, on préférerait tous qu'elle n’existe pas. Mais elle existe, il faut respecter la loi ». En 2018, le préfet de l'Oise Louis Le Franc et les collectivités de l'ARC ont établi un nouveau schéma départemental pour l'accueil des gens du voyage.

#### Emploi de sa fille comme directrice de cabinet
En septembre 2015, malgré les accusations de népotisme, il embauche sa fille Sophie Marini comme directrice de cabinet. Mais en 2017, dans la foulée de l'affaire Fillon, sont votées des mesures dites de « moralisation de la vie politique ». « La fille du maire de Compiègne dans le viseur du Conseil constitutionnel », titre alors Le Parisien. Sa fille doit ainsi quitter le poste auprès de son père en 2017 puisque la loi interdit dorénavant les emplois familiaux pour les maires et les parlementaires,. Après sa démission, elle prend la tête de Vivre à Compiègne, une association pour faire réélire son père aux municipales de 2020. Elle sera finalement employée pour un poste contractuel d’un an de chargée de mission auprès de Bernard Hellal, maire de la commune voisine, Margny-lès-Compiègne. Le Courrier Picard évoque l'hypothèse d'un « deal » entre Philippe Marini et cet autre maire,.

#### Favorable à la chasse à courre
Philippe Marini soutient la chasse à courre sur le territoire de la commune, déclarant en 2016 que « Compiègne ne serait pas Compiègne sans la chasse à courre ». Il interdit en 2018 une manifestation devant la mairie d'opposants à cette pratique,. Il prend toutefois un arrêté en mars 2021 pour interdire la chasse à courre sur le territoire d'un hameau.

#### Pendant la pandémie de Covid-19
Le Compiégnois est parmi les premiers secteurs touchés par l’épidémie de COVID-19 dès février 2020. Très présent auprès des soignants du centre hospitalier de Compiègne-Noyon dont il préside le conseil de surveillance, Philippe Marini réclamait d'urgence du personnel pour accueillir les malades de Compiègne aux urgences et en réanimation en faisant appel à la « solidarité nationale » et au ministère de la santé. 
Le 21 mars 2020, il se dit particulièrement touché par le décès du docteur Razafindranazy, premier médecin à être décédé en France à la suite de son engagement pour le COVID-19 qu’il qualifie d’« homme respecté et apprécié de son équipe ». Une grande fresque sur le mur de l’hôpital a depuis été inaugurée pour rendre hommage à ce médecin et plus généralement à l’engagement des personnels soignants.
Après avoir ouvert une crèche et une école de Compiègne pour accueillir les jeunes enfants de professionnels travaillant dans des établissements sociaux et médicaux ou des services de sécurité pendant le premier confinement, Philippe Marini fait voter une enveloppe municipale de 100 000 euros pour mettre en place un dispositif de périscolaire au moment de la reprise des cours encadrée par des règles strictes ne permettant pas d’accueillir tous les enfants en classe. Pour lutter contre le décrochage scolaire et les inégalités d’accès aux outils numériques, le maire de Compiègne a demandé l’instauration de dispositifs. 
Dès le 23 mars, Philippe Marini obtient l’instauration d’un couvre-feu de 22 heures à 5 heures dans le cadre d’un arrêté du Préfet Louis Le Franc. Le maire se félicite d'avoir instauré un couvre-feu, « pour éviter les sorties nocturnes pendant le confinement et donc le rapprochement des gens, comme il faisait très beau ce printemps ». Ce couvre-feu qui est aussi un moyen de limiter la délinquance, attire l’attention des médias nationaux lorsque la question de l’instauration d’un couvre-feu national à l’automne 2020 est évoquée.
En avril 2020, il définissait ainsi l'épidémie : « C'est une relation à la mort que l'on n'a jamais connue. On vit avec une roulette russe sur la tempe, en quelque sorte.» Alors maire, il s'est fait vacciner à la Covid-19 en janvier 2021. À 71 ans, il estime normal d’être déjà vacciné en tant que personnage public, alors que l'âge minimal pour se faire vacciner est à cette période de 75 ans.
Le 19 mars 2021, ignorant la préfecture, il donne, par arrêté municipal, l’autorisation aux commerces non essentiels de vendre à l'étalage devant leur boutique  Son arrêté municipal, attaqué en justice par la préfecture de l'Oise, est suspendu par le tribunal administratif d'Amiens le 6 avril,.

## Affaire judiciaire
Le 31 mai 2022, Philippe Marini est placé en garde à vue dans une enquête pour soupçon de favoritisme, corruption passive et prise illégale d’intérêt. Cette garde à vue concerne également 5 autres personnes, dont les hauts responsables de l'entreprise Paprec. Dans le cadre de cette même enquête, Philippe Marini avait été perquisitionné à son domicile et à l'hôtel de ville de Compiègne en 2021. Le 19 juillet, l'intéressé annonce sa mise en examen dans ce dossier.

## Détail des mandats et fonctions
- depuis 1987 : maire de Compiègne (Oise)
- 1992-2015 : sénateur de l'Oise
- 1998-2011 : rapporteur général de la commission des finances du Sénat
- depuis 2004 : président de la communauté d'agglomération de Compiègne
- 2011-2014 : président de la commission des finances du Sénat

### Fonctions antérieures
- Membre de l'Office parlementaire d'évaluation des politiques publiques
- Conseiller général de l'Oise
- Membre du Comité de gestion du fonds d'investissement des transports terrestres et des voies navigables
- Membre du Comité national de l'Euro
- Membre du Conseil national des assurances
- Membre du Conseil national du crédit
- Chargé d'une mission temporaire auprès du Premier ministre

### Décoration
Chevalier de l'ordre national du Mérite (1988)

## Dans la fiction
Dans la bande dessinée uchronique de François Durpaire et Farid Boudjellal, La Présidente, où Marine Le Pen gagne l’élection présidentielle de 2017, Philippe Marini devient secrétaire d'État aux Finances.